# Livadna smeđa žaba
Livadna smeđa žaba (lat. Rana temporaria) vrsta je žaba rasprostranjena preko skoro cijele Europe, od arktičkoga polarnoga kruga do Urala, izuzev Iberijskoga poluotoka, južne Italije i južnoga Balkana.
Odrasle jedinke dugačke su između 6 i 9 centimetara. Boja njihovih leđa i bokova varira te može biti zelena, smeđa, siva ili žuta. Poznato je da ove žabe mogu mijenjati boju] da bi se uklopile u okolinu. Njihovi trbusi su bijeli, žuti ili narančasti, nekada sa smeđim pjegama.
Ova žaba se ponekad pogrešno identificira kao smeđa krastača s kojom često dijeli areal. Razlika među njima je to što je livadska smeđa žaba veća i skakuće, dok krastača hoda.
Livadne smeđe žabe su aktivne cijele godine i prelaze u stanje hibernacije samo kada se voda i zemlja smrznu.
Dana, 14. veljače 1968. godine bugarski zoolog Vladimir Beškov otkrio je nekoliko stotina jedinki smeđe livadne žabe u maloj močvari Muhalnica na nadmorskoj visini od samo 360 m u blizini grada Botevgrada, što je vrlo neobično za ovu vrstu.